# All of Me (Boy Oh Boy)
All of Me (Boy Oh Boy) (conosciuta anche più semplicemente come All of Me) è il titolo di un singolo di Sabrina Salerno, primo estratto dal suo secondo album Super Sabrina, del 1988.

## Il brano
Il singolo è stato pubblicato in tutta Europa nel luglio 1988 quasi in contemporanea col singolo successivo My Chico, e solo in Regno Unito nell'ottobre dello stesso anno, anticipando la pubblicazione dell'album d'estrazione, avvenuta qualche mese dopo. La struttura della canzone, scritta e prodotta dal popolare trio Stock, Aitken & Waterman, era simile a quella del grande successo dell'anno prima Boys (Summertime Love).

## Video musicale
Il brano è stato accompagnato da due videoclip musicali: il primo, destinato all'Italia e agli altri paesi europei, è ambientato in una spiaggia, dove Sabrina compare in diverse scene in costume da bagno; il secondo è stato invece pensato appositamente per il Regno Unito, dove l'anno precedente il video di Boys (Summertime Love) era stato censurato dai canali televisivi per la procacità della cantante, e vede Sabrina eseguire una coreografia con diversi ballerini.

## Tracce e formati
7" single
1. "All of Me (Boy Oh Boy)" - 3:58
2. "All of Me (Boy Oh Boy)" (instrumental) - 4:29

12" single
1. "All of Me (Boy Oh Boy)" (extended mix) - 5:15
2. "All of Me (Boy Oh Boy)" (instrumental) - 4:29
3. "All of Me (Boy Oh Boy)" - 3:58

12" remix
1. "All of Me (Boy Oh Boy)" (Boy Oh Boy Mix) - 6:06
2. "All of Me (Boy Oh Boy)" (instrumental) - 4:29
3. "All of Me (Boy Oh Boy)" - 3:58

CD single
1. "All of Me (Boy Oh Boy)" (extended mix) - 5:15
2. "All of Me (Boy Oh Boy)" (instrumental) - 4:29
3. "All of Me (Boy Oh Boy)" - 3:58

## Classifiche
| Classifica (1988) | Posizione massima |
| ----------------- | ----------------- |
| Finlandia         | 2                 |
| Francia           | 15                |
| Germania          | 16                |
| Italia            | 12                |
| Paesi Bassi       | 90                |
| Regno Unito       | 25                |
| Svizzera          | 12                |

| Classifica di fine anno (1988) | Posizione |
| ------------------------------ | --------- |
| Italia                         | 96        |